# Srinagar, Uttarakhand
Srinagar är en ort i Indien.   Den ligger i distriktet Pauri Garhwal och delstaten Uttarakhand, i den norra delen av landet, 230 km nordost om huvudstaden New Delhi. Srinagar ligger 554 meter över havet och antalet invånare är 20 216.